# Йохан Йозеф фон Бройнер (архиепископ)
Йохан Йозеф фон Бройнер (на немски: Johann Joseph von Breuner (Breiner); на чеченски: Jan Josef Breuner; * 20 юли 1641, Виена; † 20 март 1710) е граф от австрийския род Бройнер, архиепископ на Прага (1695 – 1710).

## Живот
Той е син на граф (Йохан) Фердинанд Ернст Бройнер фон Аспарн (1607 – 1666) и Поликсена Елизабет фон Щархемберг-Шаунберг (1612/16 - 1649), внучка на Хайнрих фон Щархемберг (1540 – 1571), дъщеря на Еразмус (II) фон Щархемберг (1575 – 1648) и фрайхерин Елизабет Унгнад фон Зонег (1579 – 1631).
Йохан Йозеф е определен за духовна кариера и през 1658 г. получава ректората на Св. Анна в Оломоуц в Чехия, където през 1659 г. става домицелар. Същата година той започва да следва в „Collegium Germanicum“ в Рим. На 22 април 1664 г. той е ръкоположен за свещеник. След една година става „доктор по философия“ и се връща обратно в Оломоуц. На 15 декември 1670 г. той става титулар-епископ на Никополис в Армения и вай-епископ в Оломоуц, където след една година също е генерален викар на епископ Карл II фон Лихтенщайн-Кастелкорн. След смъртта на пражкия архиепископ Йохан Фридрих фон Валдщайн император Леополд I го номинира на 23 декември 1694 г. за негов последник. Одобрението на папата е на 4 юли 1695 г. Започва службата си на 6 ноември 1695 г. на 54 години.
Виенският двор ограничава правата на църквата и клеруса, както и при неговите предшественици .